# Kennedy Caddesi
Kennedy Caddesi ("Viale Kennedy" in Turco) è un viale lungo 13 chilometri a Istanbul, in Turchia, che si snoda a sud-ovest dal distretto di Fatih a quello di Bakırköy e soprattutto all'aeroporto Atatürk. Il viale è intitolato al 35° presidente degli Stati Uniti, John F. Kennedy.

## Percorso
Il percorso della strada segue grosso modo le vecchie mura marittime della città. Dopo aver iniziato vicino alla stazione di Sirkeci, nel centro di Istanbul, Kennedy Caddesi corre verso est lungo il lato sud del Corno d'Oro, vicino alla sua foce. La strada svolta poi verso sud a Sarayburnu e si snoda lungo il lato orientale del centro di Istanbul, tra il Palazzo di Topkapı e lo Stretto del Bosforo. Dopo aver superato il faro di Ahırkapı e aver costeggiato la Moschea di Santa Sofia e il Palazzo del Boukoleon, la strada piega a ovest verso Istanbul ovest e l'aeroporto Atatürk, passando per la Piccola Santa Sofia, la sede del Patriarcato armeno di Costantinopoli e il grande porto di Yenikapı. Prosegue poi verso ovest e sud-ovest, attraversando il distretto di Zeytinburnu ed entrando in quello di Bakırköy prima di terminare alla Marina di Ataköy, a breve distanza dal vecchio aeroporto di Istanbul. Il resto della strada che porta all'aeroporto è noto come Rauf Orbay Caddesi, dal nome dell'ufficiale della marina turca Rauf Orbay.

## Luoghi di interesse
Il Faro di Ahırkapı, un faro storico ancora in uso, si trova nel quartiere di Cankurtaran, vicino alla stazione ferroviaria di Cankurtaran, servita in passato dalla linea Istanbul-Halkalı e ora dalla metropolitana leggera T6.